# 桐原站 (長野縣)
桐原站（日语：／ Kirihara eki */?）是位於長野縣長野市桐原，屬於長野電鐵的長野線車站。車站編號為N6。

## 歷史
- 1926年（大正15年）
  - 6月28日 - 長野電氣鐵道車站啟用[1]。
  - 9月30日 - 河東鐵道與長野電氣鐵道合併，長野電鐵成立。
- 1975年（昭和50年）4月5日 - 隨著設置跨線橋，站內平交道停用。
- 2021年（令和3年）7月1日 - 當日起整日成為無人車站[2]。

## 車站構造
本站是地面車站，設有2面2線相對式月台。此站是無人車站，月台之間設有跨線橋連接。本站的站房在開業時便使用至今。

### 月台
| 月台 | 路線    | 上下行 | 方向               |
| ---- | ------- | ------ | ------------------ |
| 1    | ■長野線 | 下行   | 須坂、信州中野方向 |
| 2    | ■長野線 | 上行   | 權堂、長野方向     |

## 車站周邊
- 桐原牧神社（日语：桐原牧神社）[1]
- 皇足穗吉田大御神宮（日语：皇足穂吉田大御神宮）（吉田神社）
- 長野吉田一郵局
- 長野縣長野吉田高等學校（日语：長野県長野吉田高等学校）[1]
- 長野市立東部中學
- 山田電機 NewSBC通本店
- 長野三輪AEON Town（日语：イオンタウン長野三輪）

## 使用狀況
以下為近年1日平均乘車人次變化。
| 年度               | 一日平均 乘車人次 |
| ------------------ | ----------------- |
| 2005年（平成17年） | 836               |
| 2006年（平成18年） | 812               |
| 2007年（平成19年） | 795               |
| 2008年（平成20年） | 805               |
| 2009年（平成21年） | 795               |
| 2010年（平成22年） | 800               |
| 2011年（平成23年） | 832               |
| 2012年（平成24年） | 816               |
| 2013年（平成25年） | 815               |
| 2014年（平成26年） | 811               |
| 2015年（平成27年） | 866               |
| 2016年（平成28年） | 914               |
| 2017年（平成29年） | 964               |
| 2018年（平成30年） | 1,011             |
| 2019年（令和元年） | 1,067             |

## 相鄰車站
長野電鐵
■長野線
■A特急、■B特急
通過
■普通
本鄉（N5）－桐原（N6）－信濃吉田（N7）

## 注腳
1. 1 2 3 4 5 6 7 8 9 10  信濃毎日新聞社出版部. . 信濃毎日新聞社. 2011-07-24: 270. ISBN 9784784071647 （日语）.
2. 1 2 3   (PDF) (新闻稿). 長野電鉄. 2021-05-31  [2021-06-01]. （原始内容 (PDF)存档于2021-05-31） （日语）.
3. ↑  《長野市統計書》各年度版。

## 外部連結
- 桐原站｜各站資訊 （页面存档备份，存于）（日語） - 長野電鐵